# شعير الحائط الرمادي
شعير الحائط الرمادي ضرب نباتي من نوع شعير الحائط يتبع جنس الشعير من الفصيلة النجيلية.

## الموئل والانتشار
ينتشر النبات في حوض البحر الأبيض المتوسط (بلاد الشام والمغرب العربي) وقبرص وتركيا والقوقاز وإسبانيا والبرتغال.